# Astrid van der Veen
Astrid van der Veen (Emmeloord, 26 februari 1986) is een Nederlands zangeres en muzikant.
In 2000 bracht van der Veen onder de naam Astrid het album Beautiful Red uit. Arjen Lucassen (Ayreon) kreeg het album in zijn bezit en was er zo enthousiast over dat hij Van der Veen uitnodigde voor een gastoptreden op zijn album Ayreonauts Only. Van der Veen zingt op dit album het nummer Temple Of The Cat. Tevens werd ze de vaste zangeres van Lucassens nieuwe project Ambeon.
Sinds 2003 zong en speelde Van der Veen ook in de band theEndorphins. Deze band is inmiddels opgeheven.
In 2005 bracht Van der Veen haar album Seamless Borderline uit. Ze bracht ook haar eerste album Beautiful Red opnieuw uit in 2006.
In 2012 kondigde Van der Veen een nieuw album en een nieuwe website aan op haar Facebook pagina.

## Discografie
- 2000: Beautiful Red
- 2005: Seamless Borderline
- 2006: Beautiful Red (Special Edition re-release)
- 2012: Het licht der wereld